# Michelle McLean
Pour les articles homonymes, voir McLean.
Michelle McLean, née le 30 juillet 1972 à Windhoek en Namibie, est une femme namibienne, qui a été couronnée Miss Univers 1992,,, elle est la première namibienne à avoir remporté le titre de Miss Univers.

## Biographie
Michelle McLean a passé de nombreuses années à l'école et a travaillé comme modèle en Afrique du Sud , en Allemagne , en Suisse et aux États-Unis . Après son retour en Namibie, Michelle McLean a d'abord travaillé comme présentatrice de télévision . En 1991, elle remporta l' élection de Miss Namibia et en 1992, l'élection de Miss Univers . La même année, elle a fondé sa fondation Michelle McLean Children's Trust (MMCT), qui travaille pour les enfants namibiens et est toujours active pour eux aujourd'hui.
Michelle McLean s'est mariée en 2006 avec Neil Bierbaum. Le 9 mars 2013, elle a épousé le présentateur sportif sud-africain et britannique et ancien professionnel du football, Gary Bailey, à Kwazulu-Natal . [1] Ils vivent (à partir de mars 2018) à Miami aux États-Unis.